# Serra d'Airosa
Serra d'Airosa är en ås i Spanien. Den ligger i den nordöstra delen av landet, 500 km nordost om huvudstaden Madrid.